# Pawieł Lieth
Pawieł Lieth (ur. 28 grudnia 1883 w Twerze, zm. ?) – rosyjski strzelec, olimpijczyk.
Uczestnik Letnich Igrzysk Olimpijskich 1912, na których wystartował w dwóch konkurencjach. Zajął 34. miejsce w rundzie pojedynczej do sylwetki jelenia oraz 52. pozycję w trapie (startowało odpowiednio 34 i 61 strzelców).

## Wyniki

### Igrzyska olimpijskie
| Igrzyska       | Konkurencja                          | Wynik   | Miejsce | Źródło |
| -------------- | ------------------------------------ | ------- | ------- | ------ |
| Sztokholm 1912 | Runda pojedyncza do sylwetki jelenia | 10 pkt. | 34      | [ 2 ]  |
| Sztokholm 1912 | Trap                                 | 12 pkt. | 52      | [ 1 ]  |